# Eleição municipal de Teresina em 2024
A eleição municipal em Teresina em 2024 aconteceu em 6 de outubro com o objetivo de eleger um prefeito, um vice-prefeito e 31 vereadores responsáveis pela administração do município no mandato que se iniciou em 1° de janeiro de 2025 e com término em 31 de dezembro de 2028. 
Ainda no primeiro turno, Silvio Mendes, do União Brasil, foi eleito com 52,19% dos votos válidos, totalizando 239.848 votos, derrotando Fábio Novo, do PT, que obteve 198.794 votos (43,26%). O atual chefe do Poder Executivo municipal, José Pessoa Leal, filiado ao PRD, ficou em terceiro lugar com 2,2% dos votos válidos.
Nascido em Campo Maior, o médico Silvio Mendes formou-se pela Universidade Federal de Pernambuco em 1974 e tem especialização em Ortopedia pela Universidade de São Paulo. Estreou na vida pública em 1994, ao ser nomeado secretário municipal de Saúde de Teresina pelo prefeito Wall Ferraz, cargo que manteve na administração de Francisco Gerardo e nos dois mandatos de Firmino Filho. Eleito prefeito de Teresina pelo PSDB em 2004 e reeleito em 2008, renunciou prol de Elmano Férrer para disputar o governo do estado em 2010, mas foi derrotado por Wilson Martins em segundo turno. Candidato a vice-governador na chapa de Moraes Souza Filho em 2014, não foi eleito, assumindo a presidência da Fundação Municipal de Saúde em 2017, no quarto mandato de Firmino Filho, ingressando logo depois no PP.
Filiado ao União Brasil, Silvio Mendes foi derrotado por Rafael Fonteles ao disputar o governo do Piauí em 2022. Contudo, elegeu-se prefeito de Teresina em 2024.

## Calendário eleitoral
| Início        | Fim           | Atividades | Status    |
| ------------- | ------------- | --- | --------- |
| 7 de março    | 5 de abril    | Janela partidária para vereadores trocarem de partido visando concorrer às eleições sem perder o mandato. | Realizado |
| 6 de abril    | 6 de abril    | Data-limite para todas as legendas e federações partidárias obterem o registro dos estatutos no TSE e para todos os candidatos terem domicílio eleitoral na circunscrição em que desejam disputar as eleições com a filiação deferida pelo partido. | Realizado |
| 15 de maio    | 15 de maio    | Início da campanha de arrecadação prévia de recursos na modalidade de financiamento coletivo para pré-candidatos, sem realização de pedidos de voto e obedecendo a regras relativas à propaganda eleitoral na Internet.                             | Realizado |
| 20 de julho   | 5 de agosto   | Realização de convenções partidárias para deliberar sobre coligações e escolher candidatos às prefeituras e aos cargos de vereador. Os partidos têm até 15 de agosto para registrar os nomes na Justiça Eleitoral.                                  | Realizado |
| 16 de agosto  | 16 de agosto  | Início das campanhas eleitorais de forma igualitária, podendo qualquer publicidade ou manifestação com pedido explícito de voto antes da data ser considerada irregular e multada.                                                                  | Realizado |
| 30 de agosto  | 3 de outubro  | Veiculação da propaganda eleitoral gratuita no rádio e na televisão. | Realizado |
| 6 de outubro  | 6 de outubro  | Realização do primeiro turno das eleições municipais. | Realizado |
| 11 de outubro | 25 de outubro | Veiculação da propaganda eleitoral gratuita no rádio e na televisão para o segundo turno. | Realizado |
| 27 de outubro | 27 de outubro | Realização de um eventual segundo turno nas cidades com mais de 200 mil eleitores em que o candidato a prefeito mais votado não tenha atingido a metade mais um dos votos válidos.                                                                  | Realizado |

## Candidatos ao Executivo

### Convenções partidárias
Em uma convenção, no dia 20 de julho de 2024, foi oficializada a campanha de Fábio Novo (PT) para prefeito, de Paulo Márcio (MDB) para vice-prefeito e de mais de 300 candidatos a vereador pela chapa composta pelos seguintes partidos e federações: FE BRASIL (PT, PCdoB e PV), PSB, PSD, Solidariedade, PDT, Agir, PODE, MDB, Fed. PSDB Cidadania (PSDB, Cidadania). Participaram do evento o governador Rafael Fonteles (PT), o vice-governador Themístocles Filho (MDB), o presidente da Assembleia Legislativa do Piauí Franzé Silva, o ministro Wellington Dias, além de deputados federais e estaduais.
O União Brasil (UNIÃO) lançou Silvio Mendes como candidato a prefeito e Jeová Alencar (Republicanos) como vice-prefeito. A convenção do partido ocorreu também no dia 20 de julho de 2024 e lançou 90 candidatos a vereadores divididos entre os 3 partidos da coligação: UNIÃO, PP e Republicanos.
No mesmo dia das outras convenções supracitadas, o Partido Novo (NOVO) lançou Tonny Kerlley como candidato a prefeito e Wanessa Viana como candidata a vice-prefeita, além de lançar a candidatura de 20 candidatos a vereadores. O partido optou por uma chapa pura (sem alianças).
Também no dia 20 de julho de 2024, o Mobilização Nacional (MOBILIZA) lançou oficialmente Telsírio Alencar como candidato a prefeito e Juliana Macedo como candidata a vice-prefeita. O partido escolheu não fazer parte de coligação com outros partidos e não lançará candidatos a vereador.
O titular José Pessoa Leal oficializou sua candidatura a reeleição pelo Partido Renovação Democrática (PRD) e Ricardo Bandeira (Avante) é candidato a vice na mesma chapa. A coligação do Dr. Pessoa é composta pelos seguintes partidos: PRD, Avante e PL. 88 candidatos a vereador concorrerão pela referida coligação.
No dia 24 de julho de 2024, em uma convenção, a Unidade Popular (UP) lançou oficialmente a candidatura de Santiago Belizário para prefeito e de Dara Neto para vice-prefeita. Além disso, o partido lançou oficialmente a candidatura de 2 vereadores e decidiu disputar a eleição em uma chapa pura (sem alianças).

### Quadro de candidaturas
| Nº | Prefeito(a)  | Prefeito(a)                   | Prefeito(a)         | Prefeito(a) | Vice-prefeito(a) | Vice-prefeito(a) | Vice-prefeito(a) | Vice-prefeito(a)    | Vice-prefeito(a)                                                                    | Coligação Partido(s) | Ref.                               |
| Nº | Candidato(a) | Candidato(a)                  | Partido Federação   | Cargos relevantes e atividades de destaque | Candidato(a)     | Candidato(a)     | Candidato(a)     | Partido Federação   | Cargos relevantes e atividades de destaque                                          | Coligação Partido(s) | Ref.                               |
| -- | ------------ | ----------------------------- | ------------------- | --- | ---------------- | ---------------- | ---------------- | ------------------- | ----------------------------------------------------------------------------------- | --- | ---------------------------------- |
| 13 |              | Fábio Novo                    | PT FE Brasil        | - Assessor técnico da Secretaria de Interior e Assuntos Municipais do Governo do Estado do Piauí (2000-2001); - Secretário de Educação e Cultura do Governo do Estado do Piauí (2005-2006); - Vice-prefeito de Bom Jesus - PI (2005-2007); - Deputado estadual pelo Piauí (2007-presente). |                  |                  | Dr Paulo Márcio  | MDB                 | - Médico.                                                                           | Juntos por Teresina - FE Brasil (PT, PCdoB, PV); - PSB; - PSD; - Solidariedade; - PDT; - Agir; - PODE; - MDB; - Fed. PSDB Cidadania (PSDB, Cidadania). - DC | [ 19 ] [ 10 ] [ 20 ]               |
| 16 |              | Geraldo Carvalho              | PSTU                | - Professor universitário concursado da UFPI; - Ex-dirigente sindical do Sindicato dos Bancários do Piauí; - Ex-dirigente sindical da Associação Nacional de Professores ANDES-SN. |                  |                  | Gervasio Santos  | PSTU                | - Servidor Público Municipal                                                        | Sem coligação | [ 21 ] [ 22 ] [ 23 ]               |
| 25 |              | José Pessoa Leal (Dr. Pessoa) | PRD                 | - Vereador de Teresina (2001-2015); - Deputado estadual pelo Piauí (2015-2019); - Prefeito de Teresina (2021-presente). |                  |                  | Ricardo Bandeira | Avante              | - Ex-vereador.                                                                      | Fazemos Mais com o Povo - PRD; - Avante; - PL. | [ 24 ] [ 14 ] [ 15 ]               |
| 29 |              | Lourdes Melo                  | PCO                 | - Professora concursada da rede municipal de ensino; - Ex-supervisora IV da Secretaria de Governo do Estado do Piauí. |                  |                  | Deuzélia         | PCO                 | - Aposentada                                                                        | Sem coligação | [ 25 ] [ 22 ]                      |
| 30 |              | Professor Tonny               | NOVO                | - Professor universitário. |                  |                  | Wallace Miranda  | NOVO                | - Médico                                                                            | Sem coligação | [ 26 ] [ 27 ] [ 12 ]               |
| 33 |              | Telsírio Alencar              | Mobiliza            | - Presidente estadual do Mobiliza no Piauí; - Advogado; - Jornalista. |                  |                  | Juliana Macêdo   | Mobiliza            | - Advogada.                                                                         | Sem coligação | [ 28 ] [ 13 ]                      |
| 44 |              | Silvio Mendes                 | UNIÃO               | - Ex-secretário Municipal de Saúde; - Prefeito de Teresina (2005-2011). |                  |                  | Jeová Alencar    | Republicanos        | - Vereador de Teresina (2013-2023); - Deputado estadual pelo Piauí (2023-presente). | Teresina no Caminho Certo - UNIÃO; - PP; - Republicanos. | [ 29 ] [ 11 ] [ 30 ] [ 31 ]        |
| 50 |              | Francinaldo Leão              | PSOL Fed. PSOL REDE | |                  |                  | Maria Lúcia      | PSOL Fed. PSOL REDE |                                                                                     | Sem coligação | [ 32 ] [ 22 ]                      |
| 80 |              | Santiago Belizário            | UP                  | - Fundador do partido Unidade Popular; - Coordenador do movimento de negras e negros do partido; - Ex-presidente do Diretório Acadêmico da Universidade Federal do Piauí (UFPI); - Ex-coordenador do Diretório Central dos Estudantes da universidade.                                     |                  |                  | Dara Neto        | UP                  | - Estudante                                                                         | Sem coligação | [ 33 ] [ 34 ] [ 16 ] [ 17 ] [ 18 ] |

### Desistências
- João Vicente Claudino (PSDB) - Ele retirou sua pré candidatura no dia 25 de junho devido à falta de solução do impasse com a direção estadual e se desfiliou do PSDB no dia 27 do mesmo mês. Tal impasse também gerou uma intervenção da Executiva Nacional do PSDB no diretório da federação no estado, que trocou os componentes. Com isso, a Federação PSDB Cidadania apoiará a candidatura de Fábio Nuñez Novo (PT).[carece de fontes?]

## Candidatos ao Legislativo
Na eleição de 2024, a regra para o número máximo de candidaturas por partido ou federação mudou: antes era o equivalente a 150% das vagas em disputa e, agora, o número é de 100% + 1 das vagas em disputa. No caso de Teresina, o número máximo por partido ou federação passou a ser de 30 candidaturas.
A tabela abaixo apresenta a quantidade de candidaturas por cada partido e federação de acordo com o disponibilizado até o momento nas Atas de Convenção oficiais. Tais quantias podem ser alteradas até o final do período de registro de candidaturas.
| Coligação ao executivo                                | Partido ou federação | Partido ou federação | Partido ou federação | Partido ou federação | Candidatos(as) | Candidatos(as) |
| ----------------------------------------------------- | -------------------- | -------------------- | -------------------- | -------------------- | -------------- | -------------- |
| Juntos por Teresina (275 candidaturas)                |                      | Agir                 | Agir                 | Agir                 | 30             | 30             |
| Juntos por Teresina (275 candidaturas)                |                      | PODE                 | PODE                 | PODE                 | 30             | 30             |
| Juntos por Teresina (275 candidaturas)                |                      | PSB                  | PSB                  | PSB                  | 30             | 30             |
| Juntos por Teresina (275 candidaturas)                |                      | PDT                  | PDT                  | PDT                  | 30             | 30             |
| Juntos por Teresina (275 candidaturas)                |                      | FE Brasil            |                      | PT                   | 21             | 29             |
| Juntos por Teresina (275 candidaturas)                |                      | FE Brasil            | PCdoB                | 2                    |                | 29             |
| Juntos por Teresina (275 candidaturas)                |                      | FE Brasil            | PV                   | 6                    |                | 29             |
| Juntos por Teresina (275 candidaturas)                |                      | MDB                  | MDB                  | MDB                  | 29             | 29             |
| Juntos por Teresina (275 candidaturas)                |                      | Solidariedade        | Solidariedade        | Solidariedade        | 27             | 27             |
| Juntos por Teresina (275 candidaturas)                |                      | PSD                  | PSD                  | PSD                  | 26             | 26             |
| Juntos por Teresina (275 candidaturas)                |                      | DC                   | DC                   | DC                   | 26             | 26             |
| Juntos por Teresina (275 candidaturas)                |                      | Fed. PSDB Cidadania  |                      | PSDB                 | 9              | 18             |
| Juntos por Teresina (275 candidaturas)                |                      | Fed. PSDB Cidadania  | Cidadania            | 9                    |                | 18             |
| Fazemos Mais com o Povo (88 candidaturas)             |                      | PL                   | PL                   | PL                   | 31             | 31             |
| Fazemos Mais com o Povo (88 candidaturas)             |                      | Avante               | Avante               | Avante               | 30             | 30             |
| Fazemos Mais com o Povo (88 candidaturas)             |                      | PRD                  | PRD                  | PRD                  | 27             | 27             |
| Teresina no Caminho Certo (88 candidaturas)           |                      | PP                   | PP                   | PP                   | 30             | 30             |
| Teresina no Caminho Certo (88 candidaturas)           |                      | UNIÃO                | UNIÃO                | UNIÃO                | 30             | 30             |
| Teresina no Caminho Certo (88 candidaturas)           |                      | Republicanos         | Republicanos         | Republicanos         | 28             | 28             |
| Partidos e federações não coligadas (30 candidaturas) |                      | NOVO                 | NOVO                 | NOVO                 | 18             | 18             |
| Partidos e federações não coligadas (30 candidaturas) |                      | Fed. PSOL REDE       |                      | PSOL                 | 9              | 9              |
| Partidos e federações não coligadas (30 candidaturas) |                      | Fed. PSOL REDE       | REDE                 | 0                    |                | 9              |
| Partidos e federações não coligadas (30 candidaturas) |                      | PSTU                 | PSTU                 | PSTU                 | 2              | 2              |
| Partidos e federações não coligadas (30 candidaturas) |                      | UP                   | UP                   | UP                   | 2              | 2              |
| Partidos e federações não coligadas (30 candidaturas) |                      | MOBILIZA             | MOBILIZA             | MOBILIZA             | Sem candidatos | Sem candidatos |
| Partidos e federações não coligadas (30 candidaturas) | PCO                  |                      |                      |                      | Sem candidatos | Sem candidatos |
| Total                                                 | Total                | Total                | Total                | Total                | 481            | 481            |

## Debates

### Primeiro turno
De acordo com as regras eleitorais, as emissoras só poderão convocar para o debate os candidatos que obtiverem a concordância de pelo menos dois terços de candidatas e candidatos, no caso de eleição majoritária (cargo de prefeito), e de pelo menos dois terços dos partidos ou das federações com candidatas e candidatos, no caso de eleição proporcional (cargo de vereador). Caso não seja possível um acordo, as emissoras de rádio e televisão podem apresentar debates em conjunto para o cargo de prefeito, estando presentes todas as candidatas e todos os candidatos, ou em grupos, com a presença de, no mínimo, três pessoas.
| Data           | Organizador(es)       | Mediação           | Candidatos(as)   | Candidatos(as)  | Candidatos(as)          | Candidatos(as)          | Candidatos(as)     | Candidatos(as)          | Candidatos(as)        | Candidatos(as)              | Candidatos(as)       | Ref.          |
| Data           | Organizador(es)       | Mediação           | Dr. Pessoa (PRD) | Fábio Novo (PT) | Francinaldo Leão (PSOL) | Geraldo Carvalho (PSTU) | Lourdes Melo (PCO) | Santiago Belizário (UP) | Silvio Mendes (UNIÃO) | Telsírio Alencar (Mobiliza) | Tonny Kerlley (NOVO) | Ref.          |
| -------------- | --------------------- | ------------------ | ---------------- | --------------- | ----------------------- | ----------------------- | ------------------ | ----------------------- | --------------------- | --------------------------- | -------------------- | ------------- |
| 8 de agosto    | Band Piauí            | Napoleão de Castro | Presente         | Presente        | Presente                | Presente                | Não convidada      | Não convidado           | Presente              | Presente                    | Presente             | [ 38 ] [ 39 ] |
| 15 de agosto   | TV Meio Norte         | Ananias Ribeiro    | Ausente          | Presente        | Presente                | Presente                | Presente           | Presente                | Ausente               | Presente                    | Presente             | [ 40 ]        |
| 16 de agosto   | TV Cidade Verde (SBT) | Joelson Giordani   | Presente         | Presente        | Presente                | Presente                | Presente           | Presente                | Presente              | Presente                    | Presente             | [ 41 ]        |
| 20 de agosto   | O Dia TV              | ???                | Ausente          | Presente        | Presente                | Não convidado           | Não convidada      | Não convidado           | Presente              | Não convidado               | Não convidado        | [ 42 ]        |
| 10 de setembro | SIMEPI                | ???                | Presente         | Ausente         | Não convidado           | Não convidado           | Não convidada      | Não convidado           | Presente              | Não convidado               | Presente             | [ 43 ]        |
| 28 de setembro | TV Antena 10 (Record) | Beatriz Ribas      | Convidado        | Convidado       | Convidado               | Não convidado           | Não convidada      | Não convidado           | Convidado             | Não convidado               | Não convidado        | [ 44 ]        |
| 3 de outubro   | TV Clube (TV Globo)   | ???                | Convidado        | Convidado       | Convidado               | Não convidado           | Não convidada      | Não convidado           | Convidado             | Não convidado               | Não convidado        | [ 45 ]        |

O candidato a prefeitura pelo PSOL foi agredido no debate de primeiro turno, realizado pela Band Piauí, pelo atual prefeito e candidato à reeleição.

## Pesquisas eleitorais

### Intenção de voto
| Fonte Registro no TSE               | Data(s) conduzida(s) | Amostragem | Novo PT | Mendes UNIÃO | Pessoa PRD | Kerlley NOVO | Melo PCO | Carvalho PSTU | Leão PSOL | Alencar MOBILIZA | Brancos / Nulos | Não sabe   | Vantagem | Margem de erro | Ref.   |
| ----------------------------------- | -------------------- | ---------- | ------- | ------------ | ---------- | ------------ | -------- | ------------- | --------- | ---------------- | --------------- | ---------- | -------- | -------------- | ------ |
| Fonte Registro no TSE               | Data(s) conduzida(s) | Amostragem |         |              |            |              |          |               |           |                  | Brancos / Nulos | Não sabe   | Vantagem | Margem de erro | Ref.   |
| Quaest PI-08643/2024                | 13-15/Set/2024       | 852        | 40%     | 44%          | 4%         | 1%           | 0%       | 0%            | 0%        | 0%               | 4%              | 7%         | 4%       | ±3,%           | [ 49 ] |
| Quaest PI-04186/2024                | 23-25/Ago/2024       | 704        | 37%     | 46%          | 5%         | 1%           | 0%       | 0%            | 0%        | 0%               | 4%              | 7%         | 9%       | ±3,%           | [ 50 ] |
| Instituto Ippi PI-05231/2024        | 3-5/Ago/2024         | 1.000      | 42,60%  | 38,50%       | 3,50%      | 1%           | 0,40%    | 0,20%         | 0,20%     | 0,10%            | 4,20%           | 9,30%      | 4,1%     | ±3,10%         | [ 51 ] |
| Instituto Qualitativa PI-06042/2024 | 20-21/Jul/2024       | 1.000      | 34%     | 46,10%       | 4,10%      | 1,20%        | -        | -             | -         | -                | 8,30%           | 6,30%      | 12,1%    | ±3,10%         | [ 52 ] |
| Instituto Datamax PI-01198/2024     | 15-18/Jul/2024       | 2.000      | 51,66%  | 42,56%       | 3,86%      | 0,72%        | 0,60%    | 0,30%         | 0,18%     | 0,12%            | Não consta      | Não consta | 9,1%     | ±2,19%         | [ 53 ] |

## Resultados

### Prefeito
Fonte: TSE
| Candidato(a) a prefeito(a) | Candidato(a) a prefeito(a)  | Candidato(a) a vice-prefeito(a) | 1º turno 6 de outubro de 2024 | 1º turno 6 de outubro de 2024 |
| Candidato(a) a prefeito(a) | Candidato(a) a prefeito(a)  | Candidato(a) a vice-prefeito(a) | Votação                       | Votação                       |
| Candidato(a) a prefeito(a) | Candidato(a) a prefeito(a)  | Candidato(a) a vice-prefeito(a) | Total                         | %                             |
| -------------------------- | --------------------------- | ------------------------------- | ----------------------------- | ----------------------------- |
|                            | Silvio Mendes (UNIÃO)       | Jeová Alencar (Republicanos)    | 239.848                       | 52,19%                        |
|                            | Fábio Novo (PT)             | Dr Paulo Márcio (MDB)           | 198.794                       | 43,26%                        |
|                            | Dr Pessoa (PRD)             | Ricardo Bandeira (Avante)       | 10.131                        | 2,20%                         |
|                            | Professor Tonny (NOVO)      | Wallace Miranda (NOVO)          | 6.169                         | 1,34%                         |
|                            | Francinaldo Leão (PSOL)     | Maria Lúcia (PSOL)              | 2.350                         | 0,51%                         |
|                            | Santiago Belizário (UP)     | Dara Neto (UP)                  | 860                           | 0,19%                         |
|                            | Geraldo Carvalho (PSTU)     | Gervásio Santos (PSTU)          | 643                           | 0,14%                         |
|                            | Lourdes Melo (PCO)          | Deuzélia (PCO)                  | 535                           | 0,12%                         |
|                            | Telsírio Alencar (Mobiliza) | Juliana Macêdo (Mobiliza)       | 214                           | 0,05%                         |
| Total de votos válidos     | Total de votos válidos      | Total de votos válidos          | 459.544                       | 100%                          |
| → Votos válidos            | → Votos válidos             | → Votos válidos                 | 459.544                       | 93,78%                        |
| → Votos brancos            | → Votos brancos             | → Votos brancos                 | 9.885                         | 2,02%                         |
| → Votos nulos              | → Votos nulos               | → Votos nulos                   | 20.571                        | 4,20%                         |
| Total de votos             | Total de votos              | Total de votos                  | 490.000                       | 100%                          |
| → Total de votos           | → Total de votos            | → Total de votos                | 490.000                       | 83,46%                        |
| → Abstenções               | → Abstenções                | → Abstenções                    | 97.098                        | 16,54%                        |
| Eleitores aptos a votar    | Eleitores aptos a votar     | Eleitores aptos a votar         | 497.098                       | 100%                          |

### Vereadores
| Candidatos            | Partido      | Votação |
| --------------------- | ------------ | ------- |
| Eduardo Draga Alana   | PSD          | 9.233   |
| Bruno Vilarinho       | PRD          | 7.992   |
| Enzo Samuel           | PDT          | 7.944   |
| Daniel Carvalho       | MDB          | 7.894   |
| Juca Alves            | PRD          | 7.600   |
| Roncallin             | PRD          | 6.772   |
| Ana Fidelis           | REP          | 6.756   |
| Joaquim do Arroz      | PT           | 6.641   |
| Fernanda Gomes        | SDD          | 6.517   |
| Gustavo de Carvalho   | PT           | 6.444   |
| Venancio              | PT           | 6.318   |
| Deolindo Moura        | PT           | 6.155   |
| Carlos Ribeiro        | PDT          | 6.141   |
| Zé Neto               | MDB          | 6.056   |
| Valdemir Virgino      | PRD          | 6.052   |
| Ismael Silva          | PP           | 5.866   |
| Elzuila Calisto       | PT           | 5.863   |
| Petrus Evelyn         | PP           | 5.848   |
| Delegado James Guerra | AVANTE       | 5.754   |
| João Pereira          | PT           | 5.693   |
| Luis Andre            | PL           | 5.631   |
| Samuel Alencar        | UNIÃO BRASIL | 5.379   |
| Dudu                  | PT           | 5.374   |
| Zé Filho              | PSD          | 4.740   |
| Lucy Soares           | MDB          | 4.633   |
| Aluísio Sampaio       | PP           | 4.603   |
| Fernando Lima         | PDT          | 4.209   |
| Carpejanne Gomes      | PODEMOS      | 3.003   |
| Tatiana Medeiros      | PSB          | 2.925   |